# Yoshinori Shigematsu
Yoshinori Shigematsu, född 2 april 1930 i Hiroshima prefektur, Japan, död 2018, var en japansk  fotbollsspelare.